# Nebo (Kentucky)
Nebo es una ciudad ubicada en el condado de Hopkins en el estado estadounidense de Kentucky. En el Censo de 2010 tenía una población de 236 habitantes y una densidad poblacional de 367,42 personas por km².

## Geografía
Nebo se encuentra ubicada en las coordenadas 37°23′00″N 87°38′30″O / 37.38333, -87.64167. Según la Oficina del Censo de los Estados Unidos, Nebo tiene una superficie total de 0.64 km², de la cual 0.64 km² corresponden a tierra firme y (0%) 0 km² es agua.

## Demografía
Según el censo de 2010, había 236 personas residiendo en Nebo. La densidad de población era de 367,42 hab./km². De los 236 habitantes, Nebo estaba compuesto por el 99.15% blancos, el 0.42% eran afroamericanos, el 0% eran amerindios, el 0% eran asiáticos, el 0% eran isleños del Pacífico, el 0% eran de otras razas y el 0.42% pertenecían a dos o más razas. Del total de la población el 1.69% eran hispanos o latinos de cualquier raza.